# 1780-е годы в театре
1780-е годы в театре

## Яркие постановки
- 29 января 1781 года — в Мюнхене состоялась премьера оперы В. А. Моцарта «Идоменей, царь Критский».
- 13 января 1782 года — в Мангеймском театре премьера «Разбойников» Шиллера в Мангейме
- 16 июля 1782 года — в Вене состоялась премьера оперы В. А. Моцарта «Похищение из сераля».
- 24 сентября 1782 года — премьера комедии Фонвизина «Недоросль» в Петербурге (Вольный Российский Театр, он же театр Карла Книпера)
- 27 апреля 1783 года — премьера комической оперы Николева «Тощильщик» в Москве.
- 13 апреля 1784 года — премьера драмы Шиллера «Коварство и любовь» во Франкфурте-на-Майне.
- 27 апреля 1784 года — премьера «Женитьбы Фигаро» Бомарше в театре «Комеди Франсэз».
- 7 февраля 1786 года — в Вене состоялась премьера оперы В. А. Моцарта «Директор театра».
- 1 мая 1786 года — в венском Бургтеатре состоялась премьера оперы В. А. Моцарта «Женитьба Фигаро».
- 29 октября 1787 года — в Праге состоялась премьера оперы В. А. Моцарта «Дон Жуан».
- 9 апреля 1787 года — в Мангеймском театре постановка драматической поэмы Шиллера «Дон Карлос».
- 1 июля 1789 года в Бордо — премьера балета «Тщетная предосторожность», балетмейстер Жан Доберваль.

## Знаменательные события
- 1786 год — основан Тамбовский драматический театр.
- 17 июня 1789 — в Лондоне сгорел Королевский театр в Хеймаркете, построенный в 1705 году по проекту архитектора Джона Ванбру. Пожар начался во время вечерней репетиции.

## Персоналии
- 1781 — Мари Аллар оставила сцену парижской Оперы.

### Родились
- 1 февраля 1787 родился немецкий драматический писатель, актёр, театральный режиссёр Луи Ангели.
- 16 февраля 1787 года родился Жан-Антуан Петипа́, французский балетный танцор и хореограф; отец Люсьена и Мариуса Петипа.
- 17 марта 1787 года родился английский актёр эпохи романтизма Эдмунд Кин.
- 15 апреля 1789 года в Бордо́ родился Франсуа-Фердинан Декомб, более известный под сценическим псевдонимом Альбе́р, выдающийся французский балетный деятель.
- 14 (25) июля 1789 года родился Михаил Николаевич Загоскин, русский писатель, драматург, директор московских театров.

### Скончались
- 14 марта 1785 года — Джованни Батиста Локателли, актёр, певец; первый русский оперный и балетный антрепренёр.
- 14 марта 1786 года — Майкл Арн, английский театральный композитор, автор опер и музыки к драматическим спектаклям.
- 29 марта 1786 года в Париже — Жан-Бартелеми Лани, французский балетный артист и балетмейстер.
- 11 марта 1787 года в Париже — Максимилиан Гардель, французский хореограф и танцор, балетмейстер парижской Национальной оперы.
- 15 апреля 1788 года — Волков Александр Андреевич, русский драматург и переводчик.